# Бранденбург-800
«Бранденбург-800», также «бранденбуржцы» (нем. Brandenburger) — воинское формирование специального назначения в составе вермахта под условным наименованием «Бранденбург», созданное и функционировавшее в годы Второй мировой войны в подчинении абверу, одно из самых секретных в сухопутных войсках нацистской Германии. Предназначалось для проведения разведывательно-диверсионных операций в тылу противника и административно-организационного обеспечения агентурной работы абвера. Официальное условное наименование состояло из порядкового номера 800 и обозначения «особого назначения» (нем. z.b.V. 800). Наименование «Бранденбург» закрепилось за формированием с рубежа 1939—1940 годов. В системе нумерации полков вермахта воинские части «бранденбуржцев» числились под характерными номерами 800—805.
«Бранденбург-800» выполнял военные задачи методами специальных служб, добиваясь за счёт маскировки и введения противника в заблуждение эффекта внезапности, которым пользовались следующие за ним части вермахта.
Формирование с момента создания неоднократно реорганизовывалось и носило следующие обозначения:
- 800-я строительно-учебная рота особого назначения / 800-й строительно-учебный батальон особого назначения — 16 октября 1939 — 1 июня 1940 года;
- Учебный полк особого назначения «Бранденбург-800» — 1 июня 1940 — 20 ноября 1942 года;
- Соединение особого назначения «Бранденбург» — 20 ноября 1942 — 1 апреля 1943 года;
- Дивизия особого назначения «Бранденбург-800» — 1 апреля 1943 — 13 сентября 1944 года.

Подразделения «бранденбуржцев» в течение 1940—1944 годов принимали участие в диверсионно-разведывательных операциях практически на всех театрах военных действий (ТВД). Часть особого назначения «Бранденбург-800» быстро выросла в дивизию, однако никогда не участвовала в боевых действиях полным составом. Её подразделения задействовались в спецоперациях на различных участках, направлениях и ТВД, зачастую в составе других боевых единиц. Тем не менее в условиях обострения положения немецких войск на фронтах Второй мировой войны возникла необходимость задействования «бранденбуржцев» в обычных боевых действиях. Осенью 1944 года дивизия особого назначения «Бранденбург-800» была преобразована в моторизованную дивизию «Бранденбург». Тем самым был завершён период существования диверсионно-разведывательных подразделений вермахта под условным названием «Бранденбург».
«Бранденбург-800», с одной стороны, известен своими успешными диверсионно-разведывательными операциями. С другой стороны, история этого формирования содержит немало кровавых преступлений.

## Предыстория
Истоки подразделения «Бранденбург-800» уходят в созданное в Верхней Силезии в 1919—1920 годах вооружённое формирование «Промышленная самооборона Верхней Силезии» (нем. Industrieschutz Oberschlesien). Это формирование комплектовалось из числа польскоговорящих немцев — членов местного отряда самообороны и занималось охраной промышленных и транспортных объектов в области, на которую претендовала Польша. В период своего существования формирование неоднократно задействовалось по назначению. В ходе предпринятой в Германии в 1935 году реорганизации вооружённых сил «Промышленная самооборона Верхней Силезии» была возрождена, и из её участников абвером была сформирована так называемая «Немецкая рота» (нем. Deutsche Kompanie). Накануне нападения Германии на Польшу, незадолго до начала боевых действий, частично переодетые в польскую форму члены формирования захватывали по заданию абвера различные объекты в приграничной зоне. Так, в ночь с 31 августа на 1 сентября 1939 года это подразделение приняло участие в составе «Боевой части Эббингхаус» (нем. Kampfverband Ebbinghaus) в овладении железнодорожным вокзалом в Катовице. 15 октября 1939 года «Немецкая рота» была подчинена отделению абвера (нем. Abwehrstelle) в управлении VIII корпусного округа (нем. Wehrkreiskommando VIII) в городе Бреслау.
Ещё одним источником кадров для будущего формирования «Бранденбург-800» стал Судетско-немецкий фрайкор, созданный в 1938 году из военнообязанных судетских немцев. Среди этого контингента абвер проводил целевой отбор лиц, пригодных для диверсионно-разведывательной деятельности. Члены корпуса, как и «Немецкой роты», участвовали в ряде диверсионно-разведывательных операций в преддверии нападения на Польшу.
Кроме того, ещё в Первую мировую войну в немецкой военной разведке и контрразведке были задействованы многие военнослужащие, учитывавшиеся в картотеке абвера в качестве отдельной категории мобилизационного контингента вермахта. Впоследствии этот особый резерв (нем. Verfügungs-Leute, сокр. V-Leute) использовался при формировании агентурных отделов (нем. V-Abteilungen) «Бранденбург-800». Там же были учтены проживавшие за рубежом этнические немцы со знанием языков и диалектов стран пребывания, дружескими связями во враждебном лагере и открытыми взглядами на мировые проблемы.

## История создания формирования
Успешное применение в ходе Польской кампании подготовленных абвером диверсантов способствовало их сохранению в составе единого специального диверсионно-разведывательного подразделения. С этой целью 16 октября 1939 года была создана так называемая 800-я строительно-учебная рота особого назначения (нем. Bau-Lehr-Kompanie z.b.V. 800), напрямую подчинённая 2-му отделу абвера (Абвер-II). Комплектование роты происходило на добровольной основе из числа сотрудников центрального аппарата абвера и его территориальных подразделений, а также бойцов «Немецкой роты». Командиром был назначен капитан Теодор фон Хиппель, ранее отстаивавший перед руководством вермахта необходимость организации воинских подразделений для выполнения диверсионно-разведывательных задач. В качестве дислокации был выбран Бранденбург-на-Хафеле. Благодаря быстрому росту численности личного состава, 15 декабря 1939 года роту преобразовали и переименовали в 800-й строительно-учебный батальон особого назначения (нем. Bau-Lehr-Bataillon z.b.V. 800).
Подразделения из состава батальона принимали участие в Датско-норвежской операции и Французской кампании, осуществляя диверсионно-разведывательные действия в авангарде наступающих немецких войск. Вследствие целевой вербовки способных к диверсионной работе добровольцев, в первую очередь из числа фольксдойче и зарубежных немцев, батальон вскоре достиг размеров полка и 1 июня 1940 года был переформирован в учебный полк особого назначения «Бранденбург-800» (нем. Lehr-Regiment Brandenburg z.b.V. 800). При этом в названии полка впервые появилось имя его гарнизонного города — Бранденбург. В обиходе за полком и его подразделениями закрепилось название «бранденбуржцы».
В августе 1940 года был образован руководящий штаб (нем. Führungsstab) с дислокацией в Берлине, который впоследствии был развёрнут в штаб полка. В его задачи входило руководство разбросанными по разным местам диверсионными операциями. Структурно полк состоял из трёх батальонов:
- 1-й строительно-учебный батальон (нем. I. Bau-Lehr-Bataillon z.b.V. 800) в составе от 1-й до 4-й рот — район боевых действий «Запад и Восток»;
- 2-й строительно-учебный батальон (нем. II. Bau-Lehr-Bataillon z.b.V. 800), в составе от 5-й до 8-й рот — район боевых действий «Юго-Восток»;
- 3-й строительно-учебный батальон (нем. III. Bau-Lehr-Bataillon z.b.V. 800) в составе от 9-й до 12-й рот — район боевых действий «Запад»[2].

Впоследствии были созданы различные легионерские формирования из завербованных иностранцев и немецкого постоянного состава: «Немецко-арабский легион», «Черногорский легион», «Индийский легион/Асад Хинд», «Кавказский легион», «Мусульманский легион», «Арабская бригада», батальон «Нахтигаль», «Афганская рота», «Персидская рота». По мере роста численности и спектра задач полка, его организационную структуру дополняли различные специальные подразделения, такие как рота береговой разведки, преобразованная с рубежа 1942—1943 годов в батальон (нем. Küstenjäger-Abteilung) и предназначенная для высадки с моря на побережье с помощью плавсредств, парашютно-десантный батальон, горнопехотный батальон, тропическая рота. Этот ряд продолжают несколько специальных школ, таких как «Боевая школа Квенцзее» (нем. Kampfschule Quenzsee) и другие.
В связи с укрупнением и расширением организационной структуры полка, 1 ноября 1942 года ему присвоили статус соединения превышенного численного состава (нем. Sonderverbänden in überbesetzter Divisionsstärke) и 20 ноября переименовали в соединение особого назначения «Бранденбург» (нем. Sonderverband Brandenburg). С этого момента на территории Германии начался процесс переформирования соединения в дивизию, длившийся до апреля 1943 года. В этот период структурные единицы соединения носили названия воинских частей (полков) с номерами, соответственно, от 801-го до 805-го :
- 1-й батальон — 801-я воинская часть (нем. Verband 801, далее по аналогии), место дислокации Бранденбург-на-Хафеле;
- 2-й батальон — 802-я воинская часть, Адмонт;
- 3-й батальон — 803-я воинская часть, Дюрен;
- 804-я (новосформированная) воинская часть, Лангенарген;
- 805-я (новосформированная) воинская часть, школа абвера, Бранденбург-на-Хафеле[2][3][14].

Каждый батальон получал легионерскую роту, имевшую 4-й порядковый номер. Структуру соединения дополняли батальон береговой разведки (нем. Küstenjäger-Abteilung 800) и батальон связи (нем. Nachrichten-Abteilung 800).
1 апреля 1943 года соединение «Бранденбург» было переименовано в дивизию особого назначения «Бранденбург-800» (нем. Division Brandenburg z.b.V. 800) и подчинено штабу оперативного руководства ОКВ. В это время численность личного состава дивизии превышала 20 тысяч человек. Её штаб располагался в Берлине на улице Гогенцоллерндамм д.7.
В процессе переформирования воинские части № 801—805 были преобразованы соответственно в 1-й — 5-й полки «Бранденбург» трёхбатальонного состава. 5-й учебный полк (нем. Lehr-Regiment 5 Brandenburg) включал доверенных лиц и агентов первоначального агентурного отдела учебного полка особого назначения «Бранденбург-800». Подчинялся напрямую 2-му отделу абвера. Летом 1943 года был разделён на учебный полк «Курфюрст» (подготовка специалистов для диверсионных задач) и учебный полк «Бранденбург». Из последнего с марта по июль 1944 года был выделен дежурный (тревожный) полк дивизии «Бранденбург» (нем. Alarm-Regiment Div. Brandenburg), задействованный в операциях в Венгрии. В структуру дивизии также входили батальон береговой разведки и батальон связи. С момента создания дивизия никогда не участвовала в боевых действиях полным составом. Её подразделения в составе ротных и батальонных тактических групп применялись в спецоперациях на различных ТВД, преимущественно на Балканах, зачастую в составе других боевых единиц. Оперативное руководство подразделениями дивизии осуществлялось командующими групп армий и армий, в чьё распоряжение они передавались. 3-й полк «Бранденбург» задействовался против партизан на оккупированной территории СССР, а также в Южной Франции и Италии.

## Задачи формирования, принципы и тактика ведения боевых действий
Девиз формирования «особого назначения 800» гласил:

Когда речь идёт о спасении немецкой крови, оправдано любое средство .
Оригинальный текст (нем.)Wenn es gilt, deutsches Blut zu sparen, ist jedes Mittel recht.

«Бранденбург-800» был формированием вермахта, которое решало диверсионно-разведывательные задачи методами спецслужб. Действия «Бранденбург-800» охватывали все мыслимые формы и методы, характерные для диверсионно-штурмовых операций при полной или частичной маскировке. Маскировка заключалась в том, что диверсанты действовали с оружием и в форме противника или гражданской одежде. На языке «бранденбуржцев» частично или полумаскированные (нем. Halbtarnung) действия означали приближение к объекту диверсии в тылу противника в его обмундировании или под видом штатских лиц. При достижении цели или перед началом боевого столкновения маскировку можно было сбросить и использовать знаки различия вермахта. Если полумаскированные боевые действия в лучшем случае находились на грани нарушения законов ведения войны, то полная маскировка являлась однозначным нарушением положений Гаагской «Конвенции о законах и обычаях сухопутной войны» и представляла собой военное преступление против комбатантов. На практике диверсанты из «Бранденбург-800», оснащённые формой и документами прикрытия противника, владеющие языками, знанием местности и обычаев, проникали замаскированно во вражеский тыл в расположение охраняемых объектов, гарнизонов и штабов и, зачастую продолжая действовать в полной маскировке, проводили диверсии, собирали разведывательные сведения и дезорганизовывали неприятеля.
До конца 1942 года комплектование подразделений «Бранденбург-800» велось на добровольной основе путём вербовки в агентурный аппарат абвера лиц из числа живших за рубежом немцев и фольксдойче, знающих язык страны пребывания, а также граждан оккупированных Германией государств, разделявших идеологию нацистов или, как это было в СССР, враждебно относящихся к политическому режиму своей страны. Кандидаты должны были иметь хорошие физические данные, уметь владеть собой и ориентироваться в сложной обстановке. Военнослужащие проходили обучение диверсионно-разведывательному делу. Каждый получал две солдатские книжки. Одна выписывалась на реальное лицо, а другая, в целях конспирации, содержала вымышленные личные данные. Со времени переформирования полка в дивизию личный состав соединения пополнялся также немецкими военнообязанными.
В ходе наступательных действий вермахта «Бранденбург-800» преимущественно обеспечивал немецким частям маршруты продвижения, захватывал мосты, туннели, переправы, важные промышленные объекты и удерживал их до прихода немецких частей. Его подразделения вели войсковую и агентурную разведку, а также действовали как фронтовые диверсанты, совершая внезапные нападения с целью захвата важной документации противника. Проведение операций осуществлялось частично путём доставки диверсантов к месту действия по воздуху и дальнейшего десантирования, а также с моря десантными лодками. Диверсанты, действующие с моря, назывались береговыми егерями (нем. Küstenjäger). Для замаскированного ведения боевых действий личный состав оснащался системами оружия противника, соответствующей формой, поддельными документами. Коммандос могли действовать под видом подразделений противника, к примеру Красной армии, изображать раненых бойцов или гражданских лиц. Методы работы «Бранденбург-800» предусматривали использование представителей различных национальных и этнических групп, в том числе для подготовки восстаний в регионах на направлениях наступления немецких войск, разложения и дезорганизации тыловой системы противника. В период немецкого отступления «бранденбуржцы» разрушали объекты транспортной инфраструктуры, создавая препятствия продвижению войск неприятеля.
Для достижения поставленных задач «бранденбуржцы» обязывались во время операций «уничтожать любых лиц, заподозренных в связях с противником». Предписывалось не щадить пленных. Разрешалось оставлять для допроса одного-двух задержанных, которые по завершении допроса подлежали «немедленному расстрелу».
На протяжении длительного времени в непосредственный круг задач «Бранденбург-800» входило ведение военных действий против партизан в тыловых районах германских войск, осуществляемых без соблюдения международных правовых норм. При этом внутри самого соединения оно понималось как спецформирование для партизанской войны.

## Участие «Бранденбург-800» в боевых действиях в 1940—1942 годах

### Участие в оккупации Дании и Норвегии
Вслед за Польской кампанией 800-й строительно-учебный батальон принял участие в Датско-норвежской операции под условным названием «Учение на Везере». В ночь с 8 на 9 апреля 1940 года диверсионно-штурмовое подразделение абвера захватило приграничный вокзал Тинглев. Небольшие группы диверсантов, просочившиеся через германско-датскую границу, перерезали магистрали и заняли мосты, включая стратегический мост около Падборга. 1-й взвод батальона «Бранденбург» в датской форме взял под контроль и удерживал до прихода немецких войск мост через пролив Бельт. В канун вторжения в Норвегию диверсанты «Бранденбург-800» в ходе коротких боёв овладели военно-стратегическими объектами в пограничной зоне.

### Французская кампания
Успех Французской кампании зависел от стремительности наступления германских танковых и моторизованных дивизий через территорию Голландии и Бельгии. В этой связи важным элементом плана наступления являлось быстрое преодоление естественного препятствия на пути наступающих дивизий — реки Маас. Отделу Абвер II был поручен захват стратегических мостов через реку — двух шоссейных и железнодорожного у Маастрихта, а также шоссейного и железнодорожного возле города Геннеп. Осуществление операции под условным названием «Маастрихт» возлагалось на добровольцев из состава 3-й роты 800-го батальона «Бранденбург». Ранним утром 10 мая 1940 года переодетые в форму военнослужащих голландской армии диверсанты приблизились к мостам около Маастрихта, однако захватить охрану врасплох не удалось. В ходе столкновения голландцы успели привести в действие подрывные заряды. В то же время акция у Геннепа принесла успех. Здесь одной из групп «бранденбуржцев», замаскированной под военнопленных, удалось преодолеть сопротивление охраны и захватить стратегический мост ещё до подхода немецких танков. Именно у Геннепа впервые было обеспечено тактическое взаимодействие между диверсантами и частями вермахта.
10 мая 1940 года коммандос «Бранденбург-800» совместно с парашютистами вермахта захватили форт Эбен-Эмаль и мосты через реку Шельду. В ходе операций на территории Бельгии 3-я рота предотвратила подрыв 18 из 24 порученных ей объектов. 19 июня взвод 1-й роты не допустил уничтожение нефтепромыслов у Пешельброна. 30 мая диверсанты абвера, замаскированные под беженцев, проникли в Париж и отбили у французов подготовленные к эвакуации секретные архивы службы безопасности. Аналогичная акция была проведена в Реймсе.

### На Восточном фронте
С началом нападения Германии на СССР основные подразделения полка «Бранденбург» действовали на Восточном фронте. «Бранденбуржцы» захватывали мосты, плацдармы, препятствовали вывозу в тыл и уничтожению секретной документации советских армейских и гражданских учреждений. Проводилась ликвидация командиров и политработников РККА.
Наиболее удачными и дерзкими были действия боевых групп «Бранденбурга» в ходе наступления немецких армий в течение первого года войны. Содержание и результативность «бранденбуржцев» иллюстрируют примеры из «Хронологии диверсионно-разведывательных операций абвера (из журнала боевых действий)». К числу самых известных эпизодов боевых действий «Бранденбург-800» в 1942 году относят участие в боях за Ростов-на-Дону, взятие Майкопа, подготовку и проведение операции «Шамиль».
| Дата                    | Операция | Результат            |
| ----------------------- | --- | -------------------- |
| 22 июня 1941 года       | На участке 123-й пехотной дивизии вермахта группа переодетых в форму немецких таможенников диверсантов «Бранденбург-800» расстреляла советский пограничный наряд и совершила попытку прорыва через государственную границу СССР. Вместе с тем историк Алексей Исаев отмечает отсутствие достоверных сведений об успешном преодолении границы немецкими диверсантами ранее 4 часов утра 22 июня. Имел место единственный подтверждённый случай проникновения на советскую территорию в районе Гродно группы «бранденбуржцев» под командованием лейтенанта Кригсхайма, произошедший примерно в полночь. Задачей группы было предотвращение подрывов дамб и мостов на дороге Липск — Даброво. После перестрелки диверсантам пришлось отступить, и хотя в дальнейшем группа всё же перешла границу, успехов она не добилась, была рассеяна и понесла потери, а её командир был тяжело ранен. | Задание не выполнено |
| 22 июня 1941 года       | Группа в составе сводной роты 1-го батальона «бранденбуржцев», усиленная ротой батальона «Нахтигаль», захватила город Пшемысль, форсировала реку Сан и заняла плацдарм у Валавы. | Успешно              |
| 24 июня 1941 года       | Ночной десант, высаженный со сверхмалой 50-метровой высоты в районе населённых пунктов Лида и Первомайский, захватил и удерживал в течение двух суток до прихода немецких танков железнодорожный мост на линии коммуникации Лида — Молодечно. | Успешно              |
| 25 июня 1941 года       | 35 диверсантов «Бранденбург-800», переодетых в красноармейскую форму, были сброшены на парашютах близ станции Богданово (Беларусь), захватили и удерживали в течение суток до подхода немецких войск два моста на реке Березина на железнодорожной магистрали Лида — Молодечно. | Успешно              |
| 26 июня 1941 года       | Действуя впереди 8-й танковой дивизии вермахта, группы 8-й роты «Бранденбурга» в составе около 50 человек, переодетых в форму красноармейцев, захватили шоссейный мост через реку Западную Двину у города Даугавпилса. Маскировка диверсантов и знание русского языка одного из них позволили им беспрепятственно въехать на мост и открыть огонь по охране. Захватив мост, «бранденбуржцы» перерезали под ураганным огнём провода, ведущие к взрывчатке, чем предотвратили его подрыв. Через несколько минут на мост ворвались немецкие танки. По оценке историка Алексея Исаева, эта операция стала самым крупным успехом 800-го полка особого назначения в первые дни операции «Барбаросса». | Успешно              |
| 29—30 июня 1941 года    | В результате стремительной операции 1-й батальон полка «Бранденбург» и усиленная рота батальона «Нахтигаль» захватили Львов и взяли под контроль важные объекты и транспортные узлы города. | Успешно              |
| Лето 1941 года          | Во время передислокации немецких и румынских дивизий из Крыма через Керченский пролив на Таманский полуостров (операция «Ксенофон») взвод полка «Бранденбург-800» старшего лейтенанта Катвица напал на советский опорный пункт зенитных прожекторов на мысе Пеклы и уничтожил его. | Успешно              |
| 14 июля 1941 года       | Переодетые в форму красноармейцев диверсанты сводной группы 8-й роты полка «Бранденбург-800» под командованием старшего лейтенанта Зигфрида Граберта захватили мост через реку Луга у деревни Поречье и дамбу в деревне Ивановское, что позволило немцам начать переправу частей 6-й танковой дивизии. | Успешно              |
| 15—17 июля 1941 года    | Переодетые в красноармейскую форму диверсанты батальона «Нахтигаль» и 1-го батальона полка «Бранденбург-800» совершили неудачную попытку нападения на штаб одной из красноармейских частей в лесу под Винницей; в результате атака с ходу захлебнулась, а диверсанты понесли тяжёлые потери. | Задание не выполнено |
| 14 сентября 1941 года   | Усиленной ротой «бранденбуржцев» (группа капитана Бенеша) была предпринята попытка нейтрализации береговой артиллерийской батареи № 43 (три 130-мм пушки, командир — старший лейтенант В. Г. Букоткин) на полуострове Кюбассаар (остров Эзель) в ходе операции 42-го армейского корпуса 18-й немецкой армии по захвату Моонзундских островов (операция «Беовульф-II»). Треть роты высаживалась с воздуха на планёрах, остальные — с моря на плавсредствах. Группа на десантных судах отклонилась от курса и в заданном районе не высадилась. Воздушный десант численностью 44 человека во главе с Бенешем приземлился на пяти планёрах DFS 230 в километре севернее батареи, что позволило бойцам Букоткина организовать оборону. Выдвигаясь к объекту атаки, «брандербуржцы» оказались под плотным огнём и были вынуждены отойти к берегу и занять оборону, потеряв пять человек убитыми и семерых ранеными. Около шести часов вечера тройка Ju-52 сбросила девять резиновых шлюпок, и на этих лодках все уцелевшие десантники покинули остров. Общие потери десанта по документам «Бранденбурга» составили 11 убитых, 8 раненых, 2 пропавших без вести. По другим данным, потери группы Бенеша — 12 человек убитыми, 4 ранеными и 6 пропавшими без вести. | Задание не выполнено |
| Октябрь 1941 года       | Десант 9-й роты 3-го батальона «Бранденбург-800» высадился на парашютах в районе Истринского водохранилища, однако во время минирования плотины был ликвидирован сотрудниками НКВД. | Задание не выполнено |
| 1942 год                | Переодетая в советскую форму «Прибалтийская рота» 1-го батальона полка «Бранденбург-800» под командой лейтенанта барона фон Фёлькерзама напала на дивизионный штаб РККА в глубоком тылу Красной армии. | Успешно              |
| 1942 год                | Диверсанты захватили стратегический мост вблизи Пятигорска и удерживали его до подхода танкового батальона вермахта. | Успешно              |
| 1942 год                | Высаженный в районе транспортного узла Бологое около Демянска парашютный десант в составе 200 диверсантов «Бранденбург-800» осуществил подрыв участков железнодорожного пути на линиях Бологое — Торопец и Бологое — Старая Русса. Через двое суток часть диверсантов была ликвидирована войсками НКВД. | Успешно              |
| Март 1942 года          | 9-я рота 3-го батальона «Бранденбург-800» провела контрпартизанскую операцию под Дорогобужем — Смоленском. | Успешно              |
| Апрель 1942 года        | Группы «Бранденбург-800» совершили попытку захвата и разрушения опорных пунктов и арсеналов РККА под Алакуртти на Мурманском направлении. Подразделения Красной армии и частей НКВД уничтожили диверсантов. | Задание не выполнено |
| 28—29 августа 1942 года | Группы дальней разведки из состава 15-й (лёгкой) роты полка «Бранденбург-800» под командованием лейтенанта Тромсдорфа совершили в 300 км за линией фронта подрыв в 14 местах стратегической железнодорожной линии Ленинград — Мурманск. По возвращении с операции командующий 20-й армией генерал Дитль вручил каждому из 45 солдат Железный крест со словами «моим немецким партизанам». | Успешно              |

#### Участие во взятии Майкопа
Летом 1942 года спецназовцы полка «Бранденбург» участвовали в захвате нефтяных месторождений Майкопа и сыграли важную роль в дезорганизации советской обороны. В ходе стремительного немецкого наступления группа «бранденбуржцев» численностью 62 человека, состоявшая из прибалтийцев и судетских немцев, говоривших по-русски и переодетых в форму военнослужащих НКВД, проникла 2 августа в Майкоп на трофейных грузовиках ЗИС. Возглавлял диверсантов прибалтийский немец лейтенант фон Фёлькерзам, выступавший под видом майора госбезопасности Трухина. Вечером 8 августа группа Фёлькерзама подорвала городской узел связи и вывела из строя все линии связи, после чего заняла телеграфную станцию. Для распространения паники на поступающие сюда запросы диверсанты передавали один ответ: «Город оставлен. Телеграф прекращает свою работу!». На следующий день фон Фёлькерзам и его подчинённые перемещались по городу и распространяли дезинформацию о том, что Майкоп вот-вот будет окружён, гарнизон будет отрезан и следует оставлять позиции и быстрее перемещаться в тыл. В то же время члены группы имитировали взрывами гранат артиллерийский обстрел, стремясь вызвать панику, а часть из них отправилась на буровые и нефтехранилища с приказом об отмене их уничтожения. Стратегически важный мост через реку Белую был захвачен переодетыми в советскую форму солдатами взвода «бранденбуржцев» под командой лейтенантов Прохазки и Зойберлиха, перемещавшимися на четырёх грузовых автомобилях. Когда их остановил генерал Красной армии, те объяснили, что движутся на усиление охраны моста. Прибыв на место, диверсанты ликвидировали охрану моста и удерживали его до подхода немецких войск. Своими действиями группа Фёлькерзама помогла немецким штурмовым отрядам овладеть центром города и избежать его длительной осады. В результате быстрого овладения Майкопом здесь остались большинство вооружений и боеприпасов, в руки немцев попали документы и материальные ценности, в том числе многие предприятия. Из города не успели эвакуировать раненых красноармейцев и краснофлотцев. Вместе с тем «бранденбуржцам» не удалось выполнить главную задачу операции — предотвратить уничтожение нефтепромыслов и нефтехранилищ.

#### Операция «Шамиль»
В рамках немецкого летнего наступления на Кавказе (операция «Эдельвейс») отдел Абвер-II предпринял 25 августа 1942 года диверсионно-разведывательную операцию под условным названием «Шамиль», в которой задействовались диверсанты из полка «Бранденбург» и батальона особого назначения «Бергманн». Её целью являлось содействие наступающим немецким частям в захвате нефтедобывающего района Грозного. Замысел операции, возникший в абвере ещё на стадии подготовки к нападению Германии на СССР, заключался в намерении использовать недовольство местных жителей по поводу политики советского правительства, поднять их на вооружённое восстание против Красной армии и с их помощью обеспечить захват и сохранность нефтяных промыслов Майкопа и Грозного. В октябре 1941 года по инициативе и под командой сотрудника абвера старшего лейтенанта резерва Эрхарда Ланге началась подготовка операции «Шамиль» и соответствующей зондеркоманды. Её ядро составляли опытные альпинисты — тирольцы, русскоязычные прибалтийцы из полка «Бранденбург», а также агенты — в основном чеченцы, ингуши и дагестанцы из батальона «Бергманн». Процесс подготовки диверсантов длился почти год в высокогорных районах Баварии и Австрии. Временные рамки операции предполагали её начало за 3—8 дней до подхода наступающих немецких войск. В это время повстанцы должны были обеспечивать удержание и сохранность нефтепромыслов.
Вскоре после начавшегося летом 1942 года германского наступления на Кавказе, зондеркоманда Ланге была переброшена в Сталино, а затем в Армавир. Отсюда в ночь с 25 на 26 августа группа Ланге в количестве 30 человек — 11 немцев и 19 кавказцев — вылетела в район десантирования, расположенный в 30 км к югу от Грозного. Совершив прыжок с большой высоты (более 2000 м), диверсанты рассеялись по обширной территории. С рассветом обнаружилось, что приземление состоялось далеко от заданного района. На сбор зондеркоманды, несмотря на помощь местных жителей, ушло несколько дней, к тому же при высадке было утеряно почти 85 % всех грузов. Поддержка местных крестьян, племенных авторитетов и групп сопротивления помогала диверсантам укрываться от войск НКВД, прочёсывавших территорию. Однако выполнить задание группа Ланге не смогла. Связь с центром была утрачена из-за потери комплектов питания при десантировании, а батареи единственного действующего радиопередатчика вышли из строя раньше времени. 25—27 сентября завершилась неудачей попытка немецкого наступления на Грозный. Потеряв в столкновениях с патрулями часть команды, Ланге принял решение пробиваться к своим через линию фронта, чтобы не попасть в плен. Преодолев около 550 км, Ланге с несколькими членами группы вышел 10 декабря в расположение немецких войск около села Верхний Курп на западе от города Малгобек. Несмотря на то, что цель операции не была достигнута, сама акция была признана успешной, а сам Ланге был награждён Рыцарским крестом Железного креста.
Сведения о действиях группы Ланге дополняет историк В. С. Семенов: «Эта группа была обстреляна ещё в воздухе и затем рассеяна бойцами РККА, однако Ланге уцелел, укрылся у местных коллаборационистов и через несколько месяцев вернулся к своим».
Всего, включая группу Ланге, известно о пяти разведывательно-диверсионных группах в составе «бранденбуржцев» и агентов из батальона «Бергманн», заброшенных на территорию Чечено-Ингушской АССР в период июля — сентября 1942 года. Историк С. Г. Чуев упоминает о дагестанской группе лейтенанта Иогансена, которая предназначалась к заброске в районе Баку, но использовалась для разведки переднего края Красной армии в районе Моздока и Пятигорска. Он также пишет о десантировании в сентябре 1942 г. на территории Чечено-Ингушетии группы из 12 человек под руководством унтер-офицера Реккерта.
Подобно операции «Шамиль» немцы предполагали использовать и остальной личный состав батальона «Бергманн». После его переброски на Кавказ в сентябре 1942 года этот план, однако, изменился, и батальон был задействован в акциях против советских партизан в районе Моздок — Нальчик — Минеральные Воды. 29 октября его отправили на фронт как обычную часть.

### В Северной Африке
Какое-то время действия «бранденбуржцев» в Северной Африке были ограничены из-за отрицательного отношения к ним генерала Э. Роммеля, командовавшего африканским корпусом вермахта. Но скоро, убедившись в эффективности диверсионно-разведывательных рейдов «коммандос» британской Группы дальней разведки пустыни, он начал широко использовать диверсантов «Бранденбург-800». «Бранденбуржцы» в течение всей североафриканской кампании 1940—1943 годов доставили немало неприятностей союзникам. На их счету многочисленные атаки на колонны снабжения 8-й британской армии в районах Судана и Гвинейского залива, диверсионные акции в Северной Африке и разведка обходных маршрутов через пустыню к дельте Нила. Среди других североафриканских операций «Бранденбурга» особо выделяется атака на Вади-эль-Кибир: 26 декабря 1942 года 30 диверсантов капитана фон Кёнена ночью высадились с плавучих средств на тунисском берегу и уничтожили железнодорожный мост через Вади-эль-Кибир. В феврале 1943 года его отряд предпринял ещё более дерзкую операцию — захватил укреплённые позиции американцев в Тунисе под Сиди-боу-Сидом. В результате атаки диверсионно-штурмового отряда под командой фон Кёнена было взято в плен более 700 американских военнослужащих.
13 мая 1943 года итало-немецкая группа армий «Африка» капитулировала, но диверсанты 1-го батальона 4-го полка «Бранденбурга» не подчинились приказу о капитуляции. Они группами на малых плавсредствах пересекли Средиземное море и добрались до Южной Италии.

## Боевые действия в 1943—1944 годах
После того, как некоторые подразделения соединения особого назначения «Бранденбург» уже участвовали в антипартизанских операциях на оккупированных территориях СССР, с весны 1943 года большая часть «бранденбуржцев» была задействована в борьбе с партизанами на Балканах. Первый, второй и четвёртый полки вели кровопролитные бои в Хорватии, Сербии, Словении, Албании и Греции, в то время как третий полк выполнял аналогичные задачи в тыловых районах группы армий «Центр», на юге Франции и в Италии.
В апреле 1943 года 1-й и 2-й батальоны 4-го полка передислоцировались в Югославию. Это был не первый случай направления «бранденбуржцев» на борьбу с югославским движением Сопротивления. В период с 31 мая по 4 июня 1942 года 7-я рота полка «Бранденбург-800» безуспешно пыталась захватить в ходе операции «Форстрат» командующего Югославской армией на родине генерала Дражу Михаиловича. В то же время 7-я рота в начале июня отметилась в Среме сожжением села Гргуревци и расстрелом 257 сербских крестьян. Получив в начале мая задание захватить Михаиловича и понимая, что чисто военными методами достичь успеха в этом регионе невозможно, командир полка Фридрих Вильгельм Хайнц без санкции руководства встретился 10 мая с командиром черногорских четников Павле Джуришичем. В ходе переговоров Джуришич предложил сотрудничество в борьбе с партизанами и создание сербского «Черногорского легиона» в составе дивизии «Бранденбург». Эта инициатива, однако, была отвергнута армейским командованием. Вслед за этим полк принял участие в операции «Шварц». Её планом предусматривалось, что «бранденбуржцы» уже на ранней стадии ликвидируют штабы четников и партизан. Задача эта, однако, не была выполнена. Михаиловичу удалось уйти в Сербию, а попытка захвата Верховного штаба Тито в районе Жабляка закончилась неудачей. С 15 мая «бранденбуржцы» были приданы 1-й горнопехотной дивизии на время операции «Шварц» и вели бои с партизанами в Сутейском ущелье Дурмитора. Как и ранее, «бранденбуржцы» частью сил действовали при полной маскировке.
В июне 1943 года абсолютное большинство подразделений дивизии «Бранденбург» было переброшено в Балканский регион на борьбу с партизанами. Батальоны и роты дивизии действовали во многих районах Албании, Греции и Югославии. С 14 по 21 июля 1943 года 9-я рота 4-го полка совместно с подразделениями 297-й пехотной дивизии приняла участие в операции «Моргенлюфт» (нем. Unternehmen «Morgenluft»), целью которой была определена ликвидация Михаиловича и его штаба в районе Равна-Горы (Западная Сербия). Как и в июне 1942 года, эта акция завершилась безуспешно.
После капитуляции Италии подразделения дивизии участвовали в операциях по разоружению частей итальянской армии на Балканском полуострове и на юге Франции. Так, в Южной Албании 2-й полк силами 1090 человек разоружил 14 000 военнослужащих 53-й пехотной дивизии «Ареццо».
В декабре батальоны дивизии «Бранденбург» во время операции «Кугельблиц» обеспечили захват моста в долине реки Лим возле города Приеполе и нанесли тяжёлые потери югославской 1-й Шумадийской бригаде.
С 9 апреля 1944 года 4-й полк был введён в бой против северного фланга ударной группы  в составе 2-й Пролетарской и 5-й ударной дивизий НОАЮ, совершивших 17 марта прорыв в Сербию. 11 апреля полк принял участие в контрнаступлении с целью окружения партизанских соединений в районе города Иваница (Моравичский округ). Хотя окружение не удалось, обе дивизии были вынуждены отступить в Санджак.
В мае 1944 года 1-й полк дивизии участвовал в амбициозной операции «Ход конём», целью которой было уничтожение Верховного штаба НОАЮ в городе Дрваре, а также находившихся при нём учреждений народно-освободительного движения Югославии и союзных военных миссий. С учётом возможности выхода партизанского руководства из-под удара штурмовых подразделений 500-го парашютно-десантного батальона СС, на полк возлагалась задача прочёсывания местности на направлениях возможных маршрутов движения Тито и его Верховного штаба. «Бранденбуржцы» действовали, применяя полную маскировку, однако не обеспечили желаемого результата — Верховный штаб НОАЮ успешно избежал захвата и уничтожения.
В заключительном отчёте об итогах операции полк был подвергнут критике, которая отражала накопившиеся в течение нескольких месяцев проблемы с определением спектра задач, отвечающих его первичному назначению. Так, командование 15-го горного корпуса сетовало, что, с одной стороны, предложения об использовании полка по его основному назначению отклонялись командиром части, а с другой стороны, при использовании как пехотная часть в рамках операции «Ход конём» 1-й полк «ни на одном из участков не одолел противника». И хотя такое неудовлетворительное положение было в значительной степени связано с недостаточной численностью полка, автор доклада усматривал главную проблему в отсутствии чёткой боевой задачи, стоящей перед полком: полк должен был действовать одновременно и как обычная пехота, и как спецназ.
Участие «бранденбуржцев» в наступательных действиях на югославской земле завершалось боями в ходе операций «Рюбецаль» (13—26 августа), «Рюбеншницель» (26—30 августа), «Зейдлиц» (6—8 сентября) и «Циркус» (24—30 сентября). К этому времени военная обстановка на Балканах всё более обострялась ввиду роста сил НОАЮ и осложнения положения германских войск на Восточном фронте и в Италии. Не имея резервов, немцы были неспособны добиться превосходства над партизанами, набиравшими силу и организованность, характерные для регулярной армии. Тем не менее германское командование сконцентрировало ударную группировку численностью до 45 тысяч человек, в состав которой кроме других соединений и частей вошли 2-й полк и парашютно-десантный батальон дивизии «Бранденбург», и предприняли 12 августа концентрическое наступление на территории Черногории, Герцеговины и Санджака под условным названием «Рюбецаль». Перед участниками операции ставилась задача разбить 1-й Пролетарский и 2-й ударный корпуса НОАЮ, восстановить контроль над Санджаком и северо-восточной частью Черногории и тем самым пресечь наступательные намерения югославов. Бои длились до 26 августа. Ввиду вхождения Красной армии на территорию Румынии и перехода последней на сторону антигитлеровской коалиции, немецкое командование было вынуждено, не достигнув ожидаемого результата, прервать операцию «Рюбецаль» и перебросить 1-ю горнопехотную дивизию в Южную Сербию. Оборона восточных рубежей Сербии теперь становилась главным приоритетом командования группы армий «Ф». За этим в августе последовала переброска парашютно-десантного батальона «Бранденбург» в Румынию, где он принял участие в оккупации Бухареста. В боях с частями Красной армии батальон был в дальнейшем полностью уничтожен в течение нескольких дней.
В начале сентября войска 2-го ударного и 12-го Воеводинского корпусов развернули наступление из Южной и Юго-Западной Сербии в общем северном направлении на Белград. Понеся большие потери в боях c ними в районе горы Рудник (Шумадия), 1-й полк дивизии «Бранденбург» был придан 7-й дивизии СС «Принц Евгений» и участвовал вместе с ней в безуспешной попытке окружения и уничтожения наступающих на Белград частей 1-го Пролетарского корпуса в ходе операции «Циркус». С конца сентября 1944 года полки дивизии «Бранденбург» как обычные фронтовые части вели оборонительные бои на Тисе и Дунае с войсками Красной армии.
В тяжёлых боях за Белград 1-й, 2-й и 4-й полки были частично уничтожены. В связи с этим 4-й полк и некоторые другие подразделения дивизии были отправлены в конце октября — начале ноября для переформирования в город Баден. Вместе с тем основная часть дивизии «Бранденбург» оставалась на фронте и приняла участие в ожесточённых оборонительных боях с войсками Красной армии и НОАЮ в ходе Батинской битвы. Понеся большие потери, 29 ноября остатки дивизии численностью до половины полка были подчинены 71-й пехотной дивизии (по данным Белградского военно-исторического института, к концу ноября в составе дивизии насчитывалось всего 130 человек). Под натиском советских войск дивизия отступила к декабрю в район озера Балатон. 6 декабря 1944 года «бранденбуржцы» прибыли в Надьканижу, откуда их отправили через Вену на переформирование в Восточную Пруссию.

## Реорганизация во фронтовое соединение
Переосмысление функций и задач специального соединения «Бранденбург» началось на рубеже 1942—1943 годов. Причины для этого были разными. Зачастую фронтовые командиры, которым части «Бранденбург-800» передавались для краткосрочного использования, рассматривали их как своего рода «пожарные команды» и задействовали на самых кризисных участках. В связи с тяжёлым положением на фронтах и в целях компенсации больших потерь в войсках «бранденбуржцев» всё чаще приходилось использовать в качестве обычных фронтовых боевых единиц. При этом соединение никогда не применялось полным составом, только побатальонно или полками. В свою очередь, старшие офицеры соединения не хотели быть командирами батальонов и полков, составлявших соединение, существовавшее лишь на бумаге. Наконец, что не менее важно, начиная с 1942 года обострилась конкуренция между абвером и СС, которые успешно перетягивали на себя функцию диверсионно-разведывательной деятельности. По этим причинам 1 апреля 1943 года вновь сформированная дивизия «Бранденбург» была подчинена непосредственно штабу оперативного руководства ОКВ в качестве обычного оперативного резерва и далее использовалась на фронте как рядовое соединение. С этого момента диверсионно-разведывательные операции проводились либо частями войск СС, либо полком «Курфюрст», либо фронтовыми разведывательными группами отдела Абвер-II, куда перешла большая часть обученных диверсантов соединения «Бранденбург» (только 350 человек добровольно перешли в состав истребительных частей СС (нем. SS-Jagdverbände), руководимых Отто Скорцени).
Состоявшееся 20 июля 1944 года покушение на Гитлера усилило его недоверие к вермахту и особенно к дивизии «Бранденбург», поскольку она была создана по указанию подозреваемого в участии в заговоре адмирала Вильгельма Канариса. Кроме того, в начале сентября 1944 года Красная армия вошла на территорию Болгарии и создала угрозу немецким войскам на Балканах. В этих условиях штаб оперативного руководства ОКВ издал 13 сентября 1944 года приказ стянуть полки дивизии «Бранденбург» в район Белграда и преобразовать её в регулярную моторизованную дивизию.
Таким образом, диверсионное формирование было сначала переклассифицировано в моторизованную пехотную дивизию, а 15 сентября 1944 года получило наименование моторизованной дивизии «Бранденбург» (нем. Panzergrenadier-Division Brandenburg). 1 октября 1944 года диверсионные, штабные, учебные и обеспечивающие структуры бывшей дивизии «Бранденбург» были переданы РСХА, а диверсанты-«бранденбуржцы» влились в состав истребительных частей СС. Тем самым завершился период существования диверсионно-разведывательного формирования вермахта под условным названием «Бранденбург». В середине октября 1944 года моторизованную дивизию пополнили подразделения штурмовой дивизии «Родос».

Реорганизация дивизии была связана с большими трудностями из-за разбросанности её частей по разным театрам военных действий и затянулась по времени ввиду участия 1-го, 2-го и 4-го полков в тяжёлых боях на территории Югославии, в ходе которых они были частично уничтожены. Артиллерийские и все другие подразделения пришлось формировать заново. Переформирование дивизии проводилось в Бадене в октябре — ноябре 1944 года. При этом основная часть дивизии (1-й и 2-й полки) оставалась в качестве боевой группы на позициях севернее Осиека (на правом берегу Дуная от устья реки Драва до села Батина). Здесь ей довелось принять участие в Батинской битве и затем до начала декабря отступать в Южной Венгрии. 3-й полк, дислоцировавшийся в Италии, был между тем расформирован и распределён по горнопехотным соединениям, а также в состав созданного отдельного пулемётного батальона, подчинённого фельдмаршалу Кессельрингу. Личный состав 4-го полка был разделён преимущественно во 2-й и частью в 1-й моторизованные полки «Бранденбург». Создание танкового и разведывательного батальонов было отложено на будущее. После участия в боях в Южной Венгрии в ноябре — начале декабря дивизия была переправлена в период 12—20 декабря для пополнения в Восточную Пруссию.

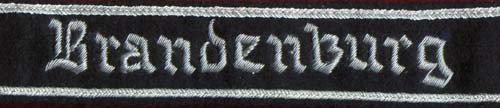
Нарукавная нашивка моторизованной дивизии «Бранденбург», введена в декабре 1944 года

 Там 20 декабря 1944 года последовало объединение моторизованной дивизии «Бранденбург» с дивизией «Великая Германия» в танковый корпус «Великая Германия». Во время транспортировки из Восточной Пруссии в Силезию в январе 1945 года дивизию задействовали под Кутно против прорвавших фронт на Висле советских войск. Поскольку она понесла большие потери, в феврале потребовалось её переформирование и пополнение. 10 марта соединение вернулось на фронт в виде моторизованного полка «Бранденбург». В конце войны его личный состав сдался в плен советским войскам в Чехии в районе города Гавличкув-Брод.

## Военные преступления
Вскоре после войны действия военнослужащих «Бранденбург-800» стали связывать с военными преступлениями. В центре внимания оказалась роль «бранденбуржцев» в еврейском погроме во Львове. 30 июня 1941 года город был захвачен 1-м батальоном полка «Бранденбург-800» вместе с приданным ему батальоном «Нахтигаль». Хотя эта воинская часть вермахта была создана 2-м отделом абвера и укомплектована помимо украинских националистов кадрами из числа «бранденбуржцев», в состав полка она не входила. Вместе с тем, военнослужащих полка до настоящего времени часто обвиняют в участии в еврейском погроме или в содействии ему. Эти обвинения расследовались в 1960—1961 годах в ходе судебного процесса над Теодором Оберлендером — бывшим политическим руководителем батальона «Нахтигаль», в начале 1960-х занимавшим пост министра ФРГ по делам перемещённых лиц, беженцев и жертв войны. На основании многочисленных показаний свидетелей суд пришёл к заключению, что, вероятно, военнослужащие «Нахтигаля» и немецких подразделений принимали участие в бесчинствах. Было отмечено, что к этим преступлениям были причастны прежде всего подразделения полевой жандармерии, в то время как доказательств причастности к погрому военнослужащих подразделения «Бранденбург» представлено не было. Наряду с этим, учитывались сведения, приведённые в рапорте командира 1-го батальона полка «Бранденбург-800» о взятии Львова: «Наши войска, как показывают рапорта командиров рот, возмущены актами жестокости и насилия. Они считают безусловно необходимым проведение сурового уголовного суда над виновными в бойне большевиками, но не понимают, как можно без разбора мучить и расстреливать евреев, включая женщин и детей».

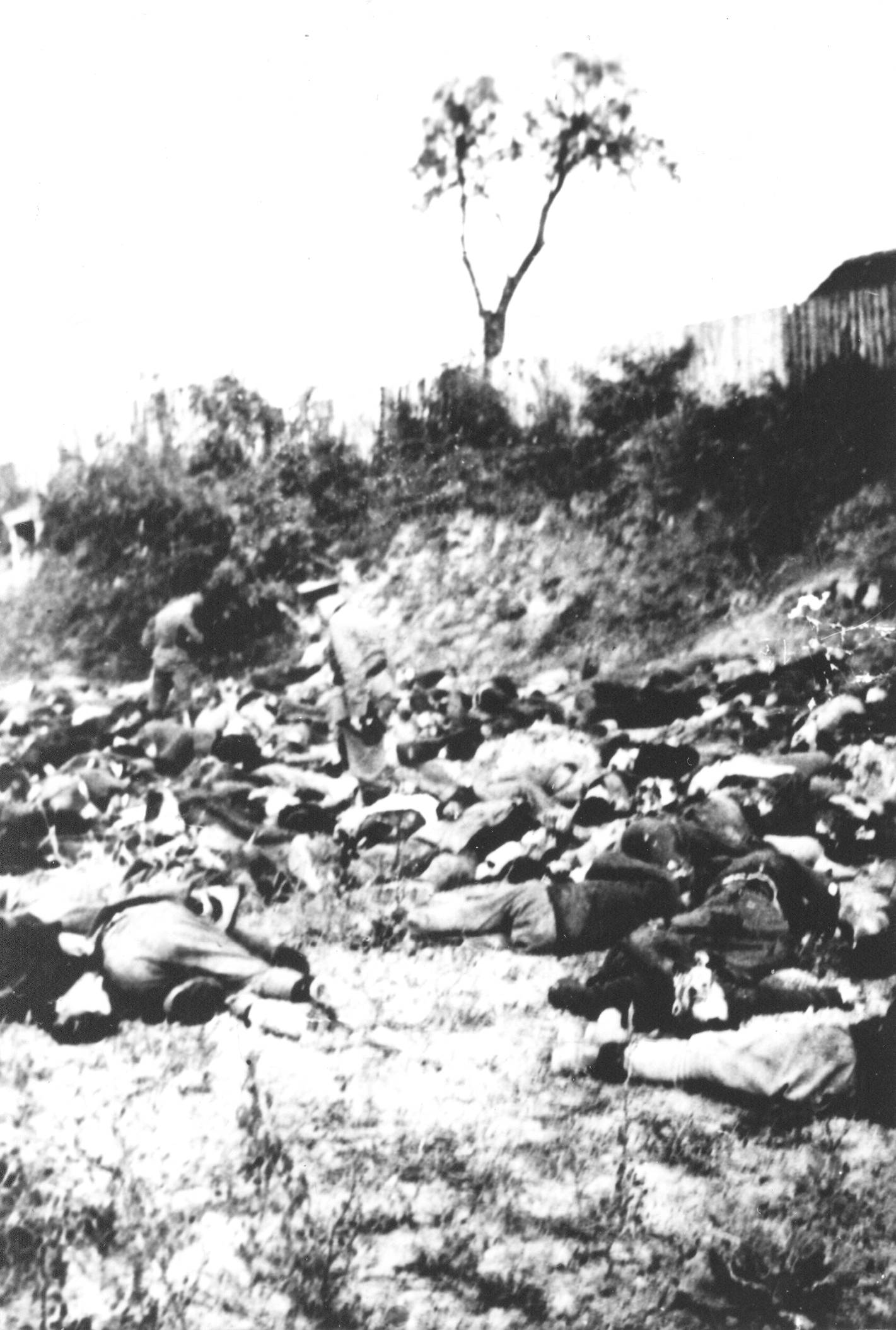
Жертвы расстрела в селе Гргуревци, 6 июня 1942 года

Военнослужащими полка «Бранденбург» было совершено военное преступление в сремском селе Гргуревци во время антипартизанской акции на территории тогдашнего Независимого государства Хорватия. 6 июня 1942 года солдаты полка при участии некоторых местных фольксдойче расстреляли по меньшей мере 257 сербских мужчин в качестве мести за накануне убитых партизанами двоих немецких солдат.
Доказанными являются расстрелы солдатами 2-го полка дивизии «Бранденбург» пленного итальянского офицера 16 ноября 1943 года и трёх других военнопленных 19 ноября 1943 года, произошедшие после выхода Италии из войны. Кроме этого, в марте 1990 года стал известным рапорт капрала одного из полков дивизии «Бранденбург», чья рота в середине ноября 1943 года получила приказ захватить в плен итальянских офицеров, которые, болея малярией, не смогли эвакуироваться из одного из городов на севере Албании. Так как проливные дожди сделали пути непроходимыми, рота получила приказ «ликвидировать итальянцев». В общей сложности 41 человек был казнён 22 ноября и ещё 18 человек — 24 ноября 1943 года. Расстрелы проводили на крутом склоне одной из рек выстрелами в затылок. Трупы после этого сбрасывали в воду.
В ходе партизанской войны, особенно на Балканах, военные преступления против комбатантов были частыми с обеих сторон. Позднее также было доказано, что немецкие подразделения во время антипартизанских акций совершали многочисленные военные преступления против мирных жителей — в частности, расстрелы заложников и карательные акции. Вполне вероятно поэтому, что военные преступления совершались и подразделениями «Бранденбург-800», использовавшимися в борьбе с партизанами. Однако конкретных доказательств для таких обвинений до сих пор недостаточно. Даже если отдельные документы (например, протоколы допросов Нюрнбергского процесса) указывают на участие подразделений «Бранденбург-800» в преступлениях, всесторонних расследований в этой связи не проводилось.
В декабре 2024 года ФСБ России опубликовало документы, содержащие показания пленных военнослужащих дивизии «Бранденбург» о карательной операции в октябре-ноябре 1943 года в районе белорусских городов Бобруйск, Быхов и Рогачёв, в ходе которой «бранденбуржцы» сжигали населённые пункты и «без различия возраста расстреливали на месте» гражданское население.

## Военнослужащие «Бранденбурга», награждённые высшими наградами

### Рыцарский крест Железного креста (19)
- Вильгельм Вальтер, 24.06.1940 — старший лейтенант, командир штурмовой группы 4-й роты 800-го строительно-учебного батальона особого назначения «Бранденбург»[82]
- Зигфрид Граберт, 10.06.1941 — старший лейтенант, командир диверсионного подразделения 800-го строительно-учебного батальона особого назначения «Бранденбург»[83]
- Адриан барон фон Фёлькерзам, 14.09.1942 — лейтенант резерва, адъютант 1-го батальона учебного полка особого назначения «Бранденбург-800»
- Эрнст Прохазка (посмертно), 16.09.1942 — лейтенант резерва, командир 8-й роты учебного полка особого назначения «Бранденбург-800»[84]
- Ханс-Вольфрам Кнаак[нем.] (посмертно), 03.11.1942 — старший лейтенант, командир 8-й роты учебного полка особого назначения «Бранденбург-800»
- Вернер Лау, 09.12.1942 — лейтенант резерва, командир взвода 5-й роты учебного полка особого назначения «Бранденбург-800»[85]
- Карл-Хайнц Ёстервиц, 30.04.1943 — старший лейтенант, командир 7-й роты учебного полка особого назначения «Бранденбург-800»[86]
- Фридрих фон Кёнен, 16.09.1943 — капитан, командир 3-го батальона 4-го полка «Бранденбург»[87]
- Макс Вандрей, 09.01.1944 — старший лейтенант резерва, командир 11-й роты 1-го егерского полка «Бранденбург»[88]
- Конрад Штайдль, 26.01.1944 — капитан резерва, заместитель командира 1-го батальона 2-го егерского полка «Бранденбург»[89]
- Дитрих Кирн (настоящая фамилия Витцель), 12.12.1944 — капитан, командир 202-й фронтовой разведывательной команды (бывшая Абверкоманда-202)[90]
- Эрих фон Брюкнер[фр.], 11.03.1945 — полковник, командир 1-го егерского полка «Бранденбург»
- Эккарт Афхельдт[нем.], 17.03.1945 — старший лейтенант, командир 2-го батальона 2-го егерского полка «Бранденбург»
- Эрих Рёзеке, 14.04.1945 — старший лейтенант резерва, командир 9-й роты 1-го егерского полка «Бранденбург»[91]
- Хелльмут фон Ляйпциг, 28.04.1945 — лейтенант резерва, командир взвода танкового разведывательного батальона «Бранденбург»[92]
- Вильгельм Брёкерхофф, 08.05.1945 — майор, командир артиллерийского полка «Бранденбург»[93]
- Фридрих Мюллер-Роххольц, 08.05.1945 — капитан, командир штурмового саперного батальона «Бранденбург»[94]
- Вернер Фосхаге, 08.05.1945 — майор, командир зенитного дивизиона «Бранденбург»[95]

### Рыцарский крест Железного креста с Дубовыми листьями (3)
- Зигфрид Граберт (№ 320, посмертно), 06.11.1943 — капитан, командир 8-й роты учебного полка особого назначения «Бранденбург-800»
- Карл-Хайнц Ёстервиц (№ 734), 10.02.45 — подполковник, командир 2-го егерского полка «Бранденбург»
- Макс Вандрей (№ 787, посмертно), 16.03.1945 — майор резерва, командир 2-го батальона 1-го егерского полка «Бранденбург»

### Рыцарский крест Креста Военных заслуг с мечами (1)
- Рихард Фолькман (12 августа 1944) — фанен-юнкер-обер-вахмистр, разведчик 623-й роты глубинной разведки и связи 800-го строительно-учебного батальона особого назначения «Бранденбург»[96]

## Знаки различия
Изображения знаков различия формирований «Бранденбург»:

Опознавательный знак соединения особого назначения «Бранденбург», 1942 — 1943 годы.
Опознавательный знак дивизии «Бранденбург», 1943 — 1944 годы.
Опознавательный знак моторизованной дивизии «Бранденбург», 1944 — 1945 годы.
Опознавательный знак парашютно-десантного батальона моторизованной дивизии «Бранденбург», 1944 год.

## Современные оценки
По оценкам авторов «Лексикона спецслужб в 20-м веке», успех операций подразделений «Бранденбург-800» неоднократно зависел от выдержки и хладнокровия личного состава, а также от владения соответствующими иностранными языками. Этому способствовало преимущественное укомплектование подразделений из числа зарубежных немцев (фольксдойче), владевших соответствующим иностранным языком как вторым родным. Потери «бранденбуржцев» были выше средних, так как их передавали в оперативное подчинение другим соединениям, где их зачастую могли использовать без учёта их особой профессиональной специфики. Значение, приписываемое операциям «Бранденбург-800», является во многом преувеличенным, чему послужили многочисленные публикации с духом военной романтики. Объективно следует признать, что в некоторых случаях диверсанты действительно добивались существенных тактических успехов, прежде всего в ходе наступательных операций. Стратегическое значение имела операция по предотвращению уничтожения нефтепромыслов Майкопа. Однако этот успех носил кратковременный характер и не был решающим для кампании.
Академик А. А. Кокошин считает, что действия диверсантов «Бранденбурга-800» «были вне законов и обычаев войны», а одна из главных их задач состояла в обеспечении тактической и оперативной внезапности для следующих за ними частей, соединений и объединений. Уже на ранней стадии боевой деятельности «бранденбуржцев» в операциях у Маастрихта и Геннепа (1940 год) «впервые было осуществлено прямое тактическое взаимодействие диверсантов и войск». Говоря о роли диверсантов в операции «Барбаросса», историк приводит тот факт, что уже в первый день войны им «удалось повредить линии телефонно-телеграфной связи на глубину до 400 км, что затрудняло управление как на стратегическом, так и на оперативно-тактическом уровне». В результате в течение 22 июня Генеральный штаб РККА не имел адекватной информации о развитии событий, а высшее командование советских войск не представляло всей сложности ситуации на фронте. Как результат, поступавшие в войска команды лишь усугубляли их положение.
Историк Алексей Исаев отмечает, что наряду с успешными действиями «бранденбуржцев» в их истории бывали и неудачи. По его оценке, в наступательных операциях «подразделения полка „Бранденбург-800“ выполняли роль квалифицированного усиления передовых отрядов немецких войск». На уровне развития техники связи времён II мировой войны другие варианты действий диверсантов в форме противника были проблематичными. Дефицит кадров, владеющих русским языком, и трудности легендирования маскированных операций не допускали длительного взаимодействия с советскими солдатами и командирами. Контакт с неприятелем в ходе операций был скоротечным и ограничивался несколькими фразами. Даже теоретически иное взаимодействие было трудно осуществимым, так как требовало знания многих реалий армии противника.
Историк В. С. Семенов обращает внимание на наличие значительного числа недостоверных либо ангажированных исследований об операциях «бранденбуржцев» и нехватку надёжных свидетельств по данной теме. Семенов пишет: «Следует отметить, что искажению представлений о действиях подразделений „Бранденбурга-800“ способствовали не только реваншистские попытки их оправдания и героизации, но также произведения ряда отечественных авторов, стремившихся представить в литературе и кинематографе крайне „демонизированный“ образ нацистского спецназа. Многочисленные примеры избыточной беллетризации исторических событий в литературе и кинематографе, относящейся именно к „Бранденбургу-800“, представлены М. Токаревым в работе „Диверсанты Второй мировой“».
Согласно оценке немецкого историка Михаеля Хайнца, «Бранденбург-800» действовал подобно «признанным и прославленным» французским и британским коммандос — таким, как Особая воздушная служба и разведывательно-диверсионное подразделение Группа дальней разведки пустыни в Северной Африке.

## Бранденбург-800 в искусстве
Название «Бранденбург» стало встречаться в кинофильмах и военной литературе с середины 1960-х годов. Первым таким произведением стал роман В. М. Кожевникова «Щит и меч» (1965 год). Книга, однако, демонстрировала неглубокое знание автором темы германских спецслужб, в том числе спецформирования Бранденбург-800, выразившееся в высказываниях одного из персонажей — майора абвера Штейнглица. К примеру, майор заявляет: «Фельдмаршал Браухич насовал в этот „Бранденбург“ выскочек из своей свиты. Они-то получат рыцарские кресты за успешное выполнение особого задания». В реальности, за весь период существования спецформирования и его преемника — моторизованной дивизии «Бранденбург» — только 18 офицеров стали кавалерами Рыцарских крестов, трое из них награждены Рыцарскими крестами с дубовыми листьями. При этом, как отмечает историк М. Токарев, «бранденбуржцам» не вручили ни одного Рыцарского креста в промежутке с 22 июня 1941 года по осень 1942 года. Не мог генерал-фельдмаршал Браухич, занимавший пост главнокомандующего сухопутными войсками вермахта, укомплектовать полк «Бранденбург» своими подчинёнными, поскольку в штате полка за «старшими офицерами» в чине майора и выше было закреплено всего четыре должности, включая командира.
Согласно исследованию М. Токарева, без «ляпов» упоминается «Бранденбург» в изданной в 1970 году второй книге романа-эпопеи Ивана Стаднюка «Война». В опубликованной в 1973 году повести «Внимание: чудо-мина!» автор Овидий Горчаков «дал буйный полёт своей фантазии по поводу „Бранденбурга“». В его книге, в частности, рассказывалось о заброске в Харьков в октябре 1941 года диверсантов «Бранденбурга» и боевиков из батальона «Нахтигаль» с целью похищения полковника Старинова.
Очередное упоминание о «бранденбуржцах» относится к снятому в 1978 году на киностудии «Мосфильм» двухсерийному фильму «Фронт за линией фронта». По сценарию, соответствующему исторической правде, в 1943 году диверсанты — «бранденбуржцы» участвовали в карательных операциях против партизанского отряда майора Млынского.
Последним советским фильмом, содержащим упоминание о полке Бранденбург-800, стала вышедшая в 1985 году на экраны эпопея «Битва за Москву». Авторы фильма «включили в число участников действительно состоявшегося 12 июня 1941 года совещания командования немецкой группы армий „Центр“ известного диверсанта — эсэсовца Отто Скорцени, облачённого в мундир с шейным Рыцарским Крестом (в реальности полученным им за руководство операцией по освобождению Муссолини в сентябре 1943 года)». Как пишет М. Токарев, по сюжету Скорцени представился участникам совещания как… «командир части особого назначения „Бранденбург“», к тому же продемонстрировал им модель товарного вагона, в тайном отсеке которого накануне начала войны в приграничный Брест должны были проникнуть диверсанты из «Бранденбурга» в советской военной форме. В действительности Отто Скорцени в июне 1941 года служил в чине не выше унтерштурмфюрера (лейтенанта войск СС) в дивизии СС «Рейх», где командовал взводом связи в одной из артиллерийских частей. Далее в фильме: «Дождавшись вечерних сумерек 21 июня 1941 года, диверсанты „Бранденбурга“, одетые в форму советских пограничных войск НКВД, выбрались на приграничной станции Брест из вагонов товарного эшелона, въехавшего в СССР из оккупированной Гитлером Польши за несколько часов до начала войны. Зарезав некстати подвернувшегося сцепщика, диверсанты построились в колонну и строем двинулись через привокзальную площадь Бреста под команду „Ать-два“…». Подобная сцена повторилась в фильме «Брестская крепость».
Миф о «бранденбуржцах» в красноармейской форме отражён в неоконченном романе «Площадь павших борцов» советского военно-исторического беллетриста Валентина Пикуля. В цитируемом Токаревым отрывке из романа: «Товарные вагоны, следующие из Германии с поставками закупленного оборудования, имели хитрое „двойное дно“, в котором скрывались головорезы и диверсанты из полка „Бранденбург-300“, знающие русский или украинский языки; миновав границу, они моментально растворялись в нашей жизни, а их фальшивые документы были безукоризненны. Их подготовка была идеальной. Случалось, этих агентов через военкоматы даже призывали в ряды Красной армии, некоторые устроились при штабах наших западных округов. Они были хорошо подкованы „идейно“ и на собраниях бурно аплодировали при имени товарища Сталина, мудрейшего и гениального друга и учителя, отца всех народов. Это было очень трудное и сложнейшее время аплодисментов, „переходящих в бурные овации“». По заключению историка, приведённый отрывок не имеет связи с реальностью, так как «бранденбуржцев» не засылали в СССР «на длительное оседание и инфильтрацию», о которой шла речь в романе Пикуля.
В 2013 году режиссёром Евгением Лаврентьевым был снят сериал «Чёрные кошки». В роли диверсантов спецподразделения «Бранденбург 800» снялись актёры Михаил Хмуров («Гриф», Курт), Алексей Комашко («Кречет», старший лейтенант Майер), Алексей Самохвалов («Стриж»), Виктор Елизаров («Дрозд»). В фильме использована немецкая военная хроника, рассказывающая о спецподразделении «Бранденбург 800».
Диверсанты-«бранденбуржцы» присутствуют в сценарии телесериала «Диверсант 3: Крым». Согласно сюжету, главные герои фильма ведут неравный бой с «превосходящими силами батальона „Бранденбург-800“».
Оценивая литературное и кинематографическое представление «бранденбуржцев», немецкий историк Михаель Хайнц отметил, что ни о каком другом соединении немецкого вермахта после Второй мировой войны не было написано столько чепухи, как о «Бранденбурге-800». Созданный в 1960 году в ФРГ художественный фильм «Дивизия „Бранденбург“» историк оценил так: «Если его описать солдатским жаргоном — это просто „дерьмо“».